# Pedeapsa capitală în Kazahstan
Pedeapsa capitală în Kazahstan a fost abolită pentru infracțiunile obișnuite, dar este încă permisă pentru crimele care au loc în circumstanțe speciale (cum ar fi crimele de război). Kazahstan, Rusia și Belarus sunt singurele țări europene care nu au abolit pedeapsa cu moartea pentru toate infracțiunile (Rusia o păstrează în lege, dar de-facto a desființat-o printr-un moratoriu. În plus față de crimele de război, Belarus păstrează pedeapsa cu moartea pentru infracțiuni obișnuite, și o utilizează în mod activ). Metoda legală de execuție în Kazahstan este prin împușcare, în mod specific - o singură împușcătură în spatele capului.
Kazahstan nu este membru al Consiliului Europei (care interzice utilizarea pedepsei cu moartea).
Ultimele execuții cunoscute în Kazahstan au avut loc în 2003, când 17 oameni au fost executați prin împușcare, între mai și noiembrie.
Pe 17 decembrie 2003, Președintele Nursultan Nazarbaev a introdus un moratoriu privind execuțiile, și, mai târziu, a comutat pedepsele cu moartea a aproximativ 40 de deținuți în închisoare pe viață. În 2007, Kazahstan și-a modificat Constituția, abolind pedeapsa cu moartea pentru toate infracțiunile, cu excepția actelor de terorism care duc la pierderea de vieți omenești și infracțiuni deosebit de grave comise în timp de război.
Amnesty International a clasificat Kazahstan ca țară care a „abolit pedeapsa cu moartea pentru infracțiuni obișnuite”. În plus, femeile nu pot fi condamnate la moarte în conformitate cu legislația națională.
De la instituirea moratoriului, șase persoane au fost condamnate la moarte în Kazahstan. Cu excepția unei singure persoane, tuturor celorlalte li s-au comutat pedepsele la închisoare pe viață.
În 2008 și 2016, Kazahstan a votat în favoarea moratoriului ONU privind pedeapsa cu moartea.

## Condamnări la moarte notabile începând cu 2003
În 2006, fostul ofițer de poliție Rustam Ibraghimov a fost condamnat la moarte pentru plănuirea asasinatului importantului politician Altînbek Sarsenbaiulî. În 2014, pedeapsa cu moartea a lui Ibragimov a fost comutată la închisoare pe viață. Până în 2016, Ibraghimov a fost ultima persoană care a primit o condamnare la moarte în Kazahstan.
În noiembrie, 2016, un tribunal din Kazahstan l-a condamnat pe criminalul în masă Ruslan Kulikbaev la moarte pentru terorism, după ce a fost condamnat pentru uciderea a zece persoane (inclusiv 8 polițiști), într-un atac armat împotriva ofițerilor de poliție în Almatî. Kulikbaev este în prezent singura persoană aflată sub incidența unei sentințe de moarte în Kazahstan.